# Michèle Pierre-Louis
Michèle Duvivier Pierre-Louis (Jérémie, 5 ottobre 1947) è una politica haitiana, Primo ministro di Haiti dal settembre 2008 al novembre 2009.

## Biografia
All'età di 18 anni, Michèle Duvivier Pierre-Louis ha completato i suoi studi classici alla Port-au-Prince High School nell'anno accademico 1965-1966. Si è poi laureata in economia al Queens College di New York
Ha iniziato la carriera professionale presso la Nova Scotia Bank.  Nel 1979 è diventata vicedirettore dell'aeroporto internazionale di Port-au-Prince. Dal 1989 al 1991 è stata direttrice della ricerca presso il Karl Levêque Cultural Institute.
Ha pubblicato alcuni libri come The Quest for Anywhere, edito da Critical Paths, The Refusal of Forgetting e Some Reflections on Popular Education: The Haitian Republic, State of Play and Perspectives..

### Carriera politica
Nel giugno 2008 il presidente René Préval l'ha proposta come Primo ministro di Haiti in seguito al doppio rifiuto da parte della Camera dei deputati di accettare le altre due proposte. Dopo l'approvazione da parte della Camera con 61 voti a favore, 1 a sfavore e 20 astenuti, la sua nomina è stata approvata anche dal Senato con 12 voti a favore e 5 astenuti.
Ha presentato il proprio governo, composto da altri 17 ministri, sette dei quali già in carica nel governo Édouard Alexis, il 25 agosto 2008 anche se l'insediamento, previsto per il 26 agosto, fu posticipato a causa dell'uragano Gustav.
La composizione e il programma del governo furono approvati il 5 settembre 2008 dalle due Camere dell'Assemblea nazionale.

### Vita privata
Era sposata con Édouard Pierre-Louis, con il quale ha avuto un figlio.